# 斑尾羊鯻
斑尾羊鯻為輻鰭魚綱鱸形目鱸亞目鯻科的其中一種，

## 分布
本魚分布於中西太平洋澳洲及巴布亞紐幾內亞海域、半鹹水域。

## 特徵
本魚身體輪廓深，側向壓縮。上顎略長於下頜。第一個鰓弓上肢有6到8個鰓耙，下顎有12或13個鰓耙。體上半部褐色，帶有深色斑點密布，體下半部銀白色，背鰭、尾鰭及背部散布深色大斑塊，背鰭硬棘12-13枚；背鰭軟條8-10枚；臀鰭硬棘3枚；臀鰭軟條8-9枚，體長可達30公分。

## 生態
棲息在底中層水域，可以忍受不同程度鹽分，常出現在河口、海草床、砂底質大陸棚，會進行季節性洄游，成魚約在第2年性成熟，夏季時會在河口繁殖，雌魚可產31萬顆卵，冬季時會游入較深的近海海域。屬雜食性，以藻類、甲殼類、多毛類為食。

## 經濟利用
可做為食用魚，但不具有商業性。

## 擴展閱讀
維基物種上的相關：斑尾羊鯻